# Pseudonim Rosomak
Pseudonim Rosomak (ang. Code Name: Wolverine) – film fabularny produkcji amerykańskiej. W 1996 roku film wyemitowała amerykańska telewizja. W Polsce Pseudonim Rosomak pojawił się na antenie TVN-u i TVN Siedem. Scenariusz filmu powstał na podstawie powieści Fredericka Forsytha. W roli głównej obsadzono aktora i modela Antonio Sabato Jr.

## Zarys fabularny
Harry Gordini (Sabato Jr.) jest byłym weteranem wojennym i członkiem oddziału Navy SEALs, o pseudonimie  „Rosomak”. Mężczyzna wybiera się wraz ze swoją żoną i synem na wakacje do Włoch. Spokojna wycieczka przeradza się w koszmar za sprawą pomyłkowej zamiany bagażu; podczas podróży bowiem, Harry zabiera ze sobą walizkę, w której ukryto sto milionów dolarów z przemysłu narkotykowego. Dealerzy porywają rodzinę Gordiniego, a zadaniem eks-żołnierza jest jej odratowanie.

## Obsada
- Antonio Sabato Jr. jako Harry Gordini
- Danny Quinn jako Adolfo Jones
- Richard Brooks jako agent specjalny John Baines
- Sam Douglas jako agent specjalny Roy Murdoch
- Traci Lind jako Monica Gordini
- Matthew Cox jako Joey Gordini
- Urbano Barberini jako inspektor Della Cortese
- Eric Bassanesi jako detektyw
- Alessandro Borgese jako przemytnik #1
- Achille Brugnini jako Porter
- Cyrus Cassells jako Hanley (w czołówce jako Cyrus Cassell)
- Robert Dawson jako agent DEA #1 (w czołówce jako Robert Mitchell Dawson)
- Deborah De Furia jako sprawdzający bilety
- Alessio Di Clemente jako agent DEA #2
- Lea Gramsdorff
- Tom Hodgkins jako Lew
- David Israel jako osioł
- Noah Lee Margetts jako Manny (w czołówce jako Noah Margetts)
- Andrew Lord Miller jako Dawson
- Bronnie Milowsky jako recepcjonistka college'owa
- Stefano Maria Mioni jako Jorge
- Enrico Mutti jako D. Jackson
- Brian Protheroe jako Jack Dunbar
- Ted Rusoff jako Kolumbijczyk
- Richard D. Sharp
- Francesco Siciliano Marco
- Ramon Tikaram jako Nardo
- Jeffrey Wickham